# Бутаре
Бутаре (фр. Butare, до 1962 року — Астріда фр. Astrida) — місто у Південній провінції Руанди. Населення на 2010 рік становить 107 310 чоловік.
Є четвертим містом країни за кількістю населення після Кігалі, Рухенгері й Гісеньї.

## Історія
До набуття 1962 року незалежності від Бельгії місто називалось Астріда на честь бельгійської королеви Астрід. До 1 січня 2006 року був адміністративним центром однойменної префектури, об'єднаної під час адміністративної реформи з іншими префектурами у Південну провінцію.

## Релігія

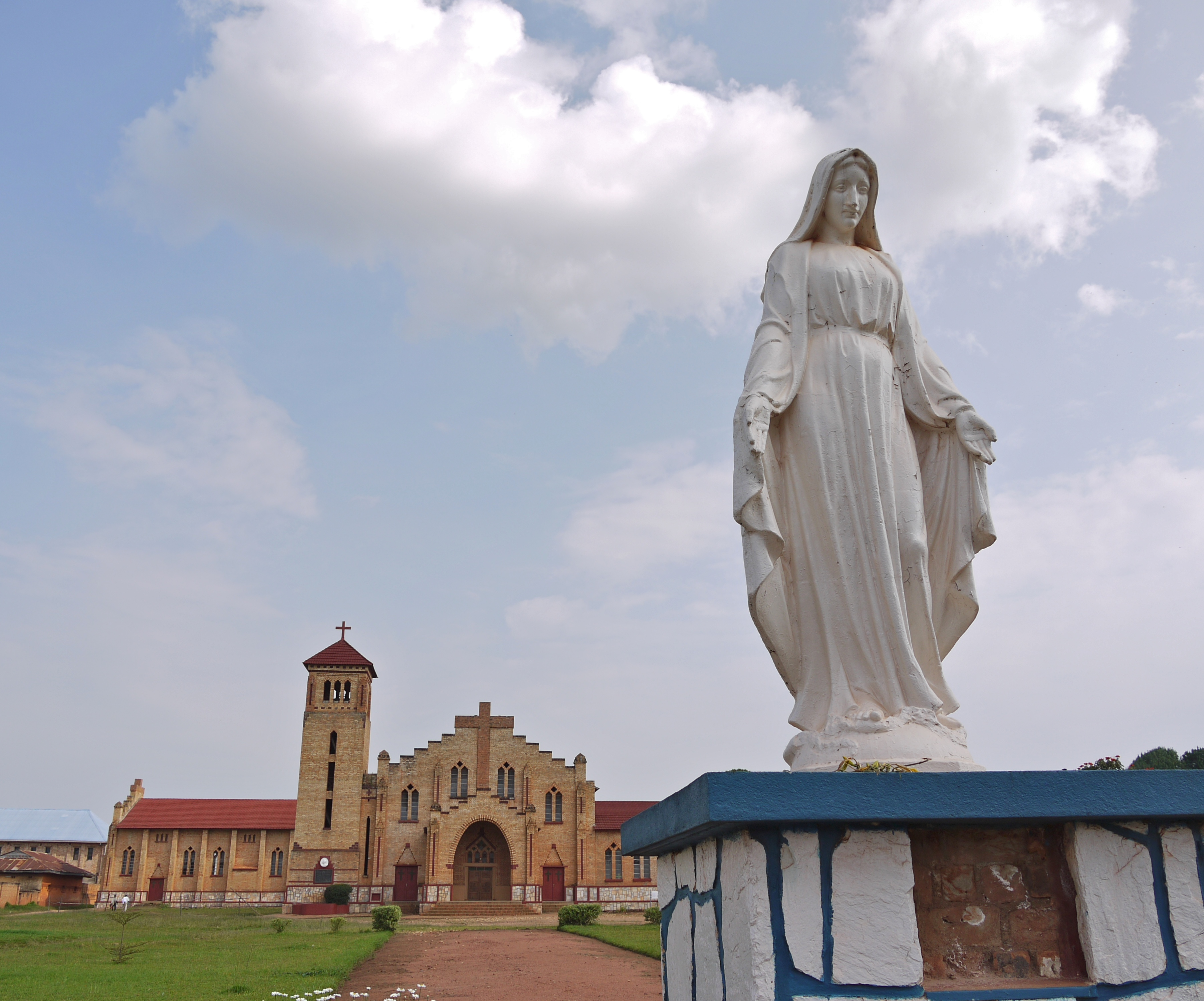
Найбільший християнський собор в Хуйє

## Культура
Бутаре — освітній та науковий центр країни. В місті розміщуються Національний університет Руанди (засновано 1963 року), семінарія Ньякібанда, Національний інститут наукових досліджень, Інститут агрономічних досліджень, Національний педагогічний інститут. В Національному музеї Руанди зберігаються експонати з історії, культури й етнографії.

## Галерея

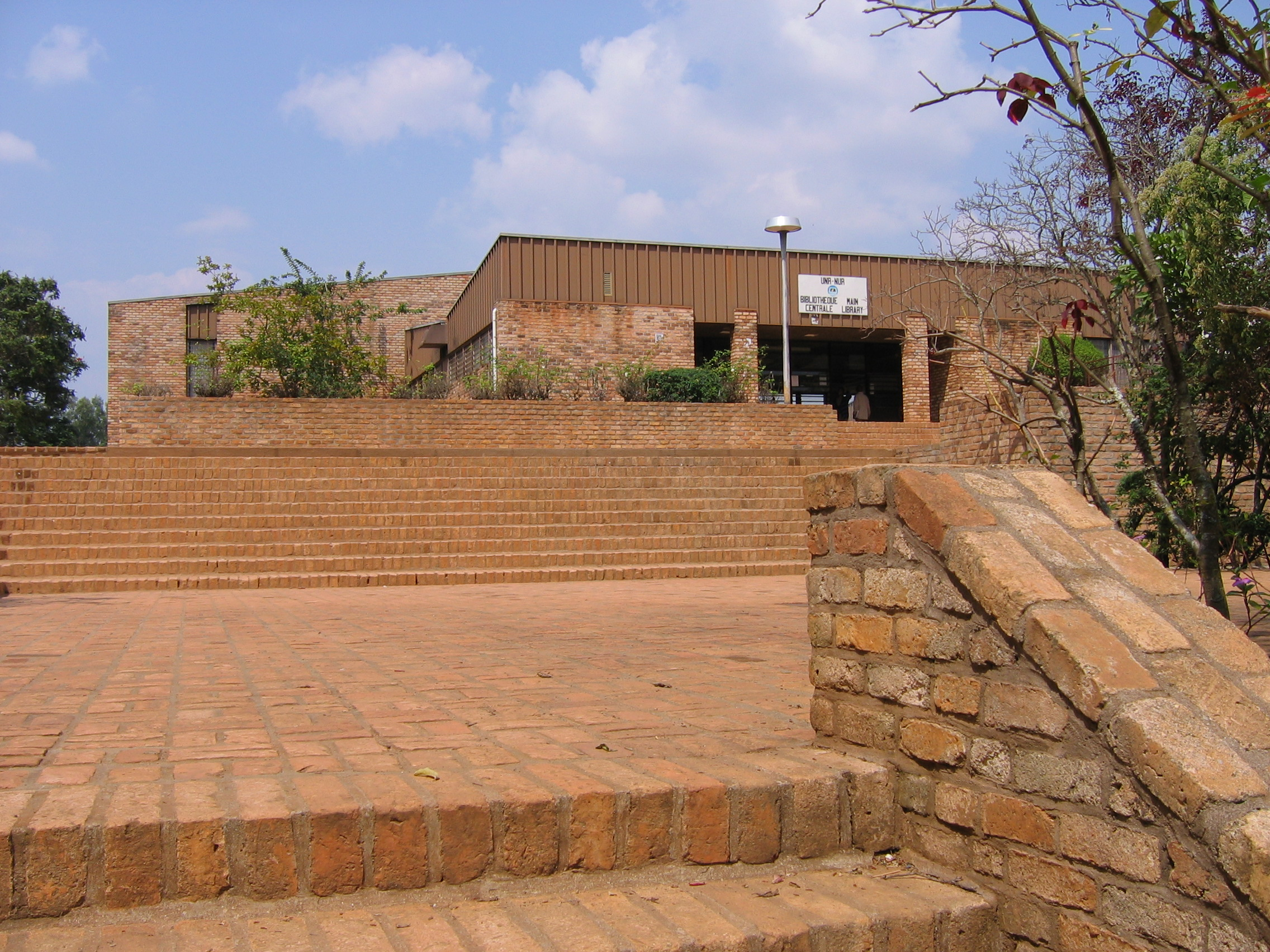
Бібліотека університету
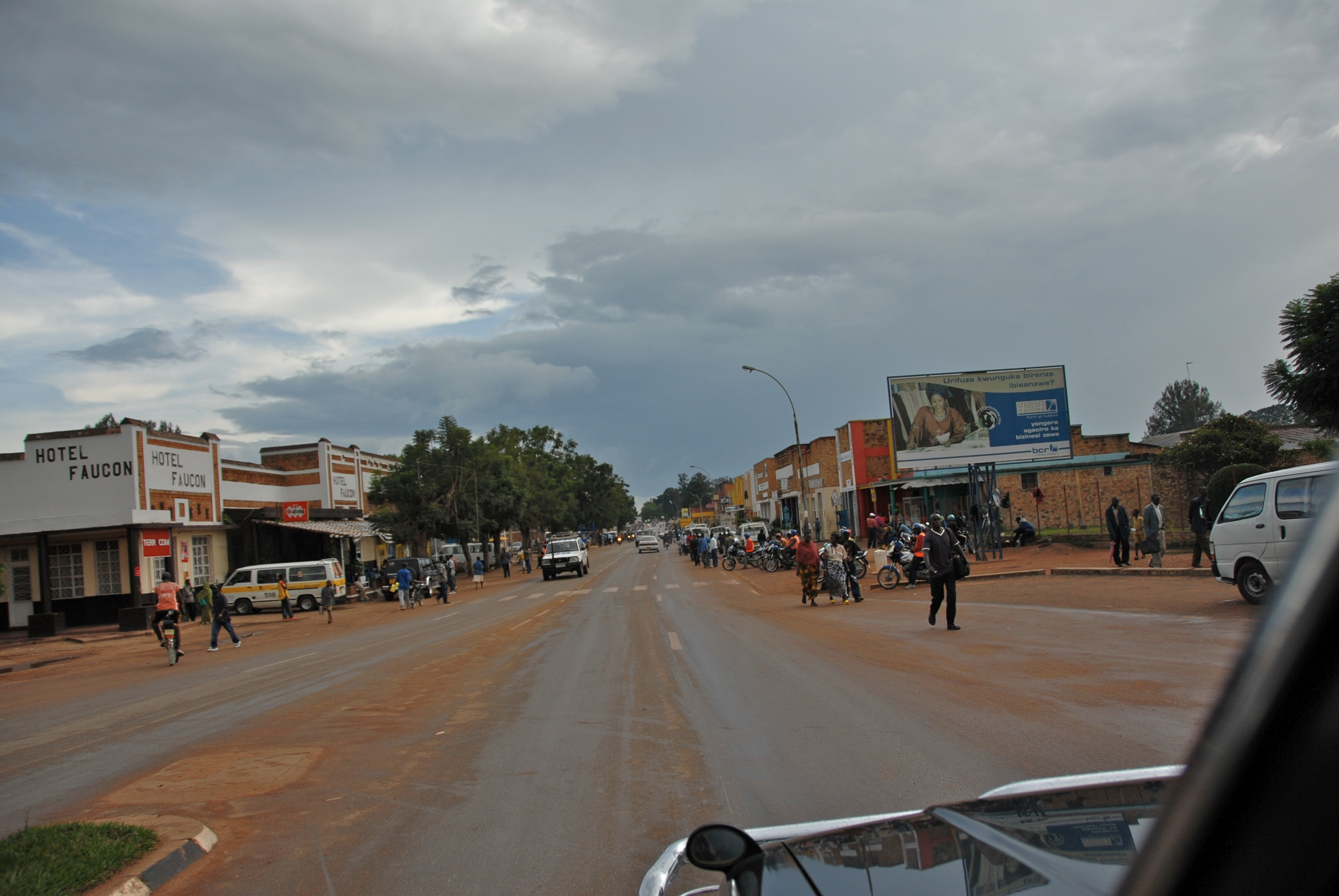
Готель Фокон
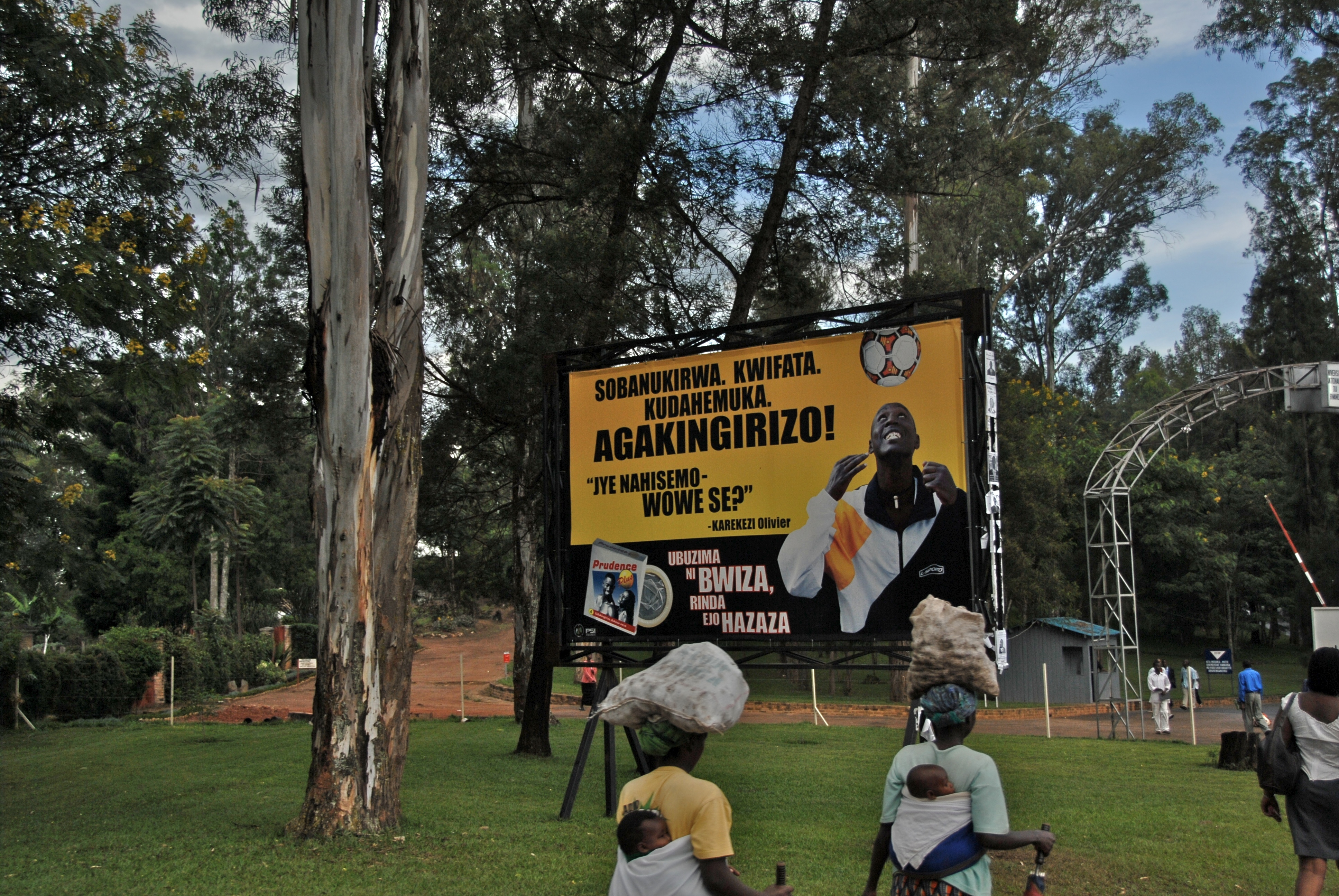
Рекламний щит із футболістом
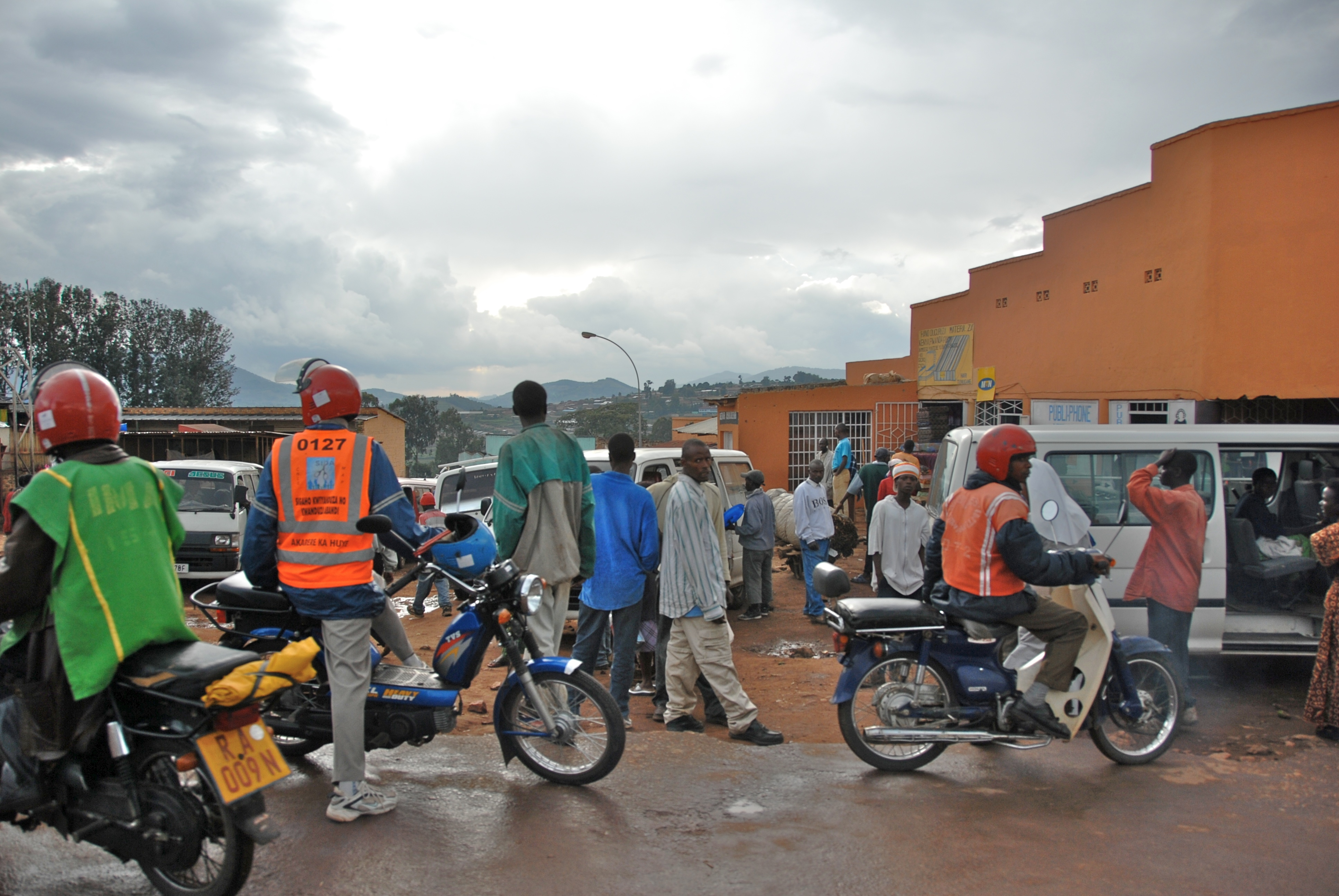
Моторикши
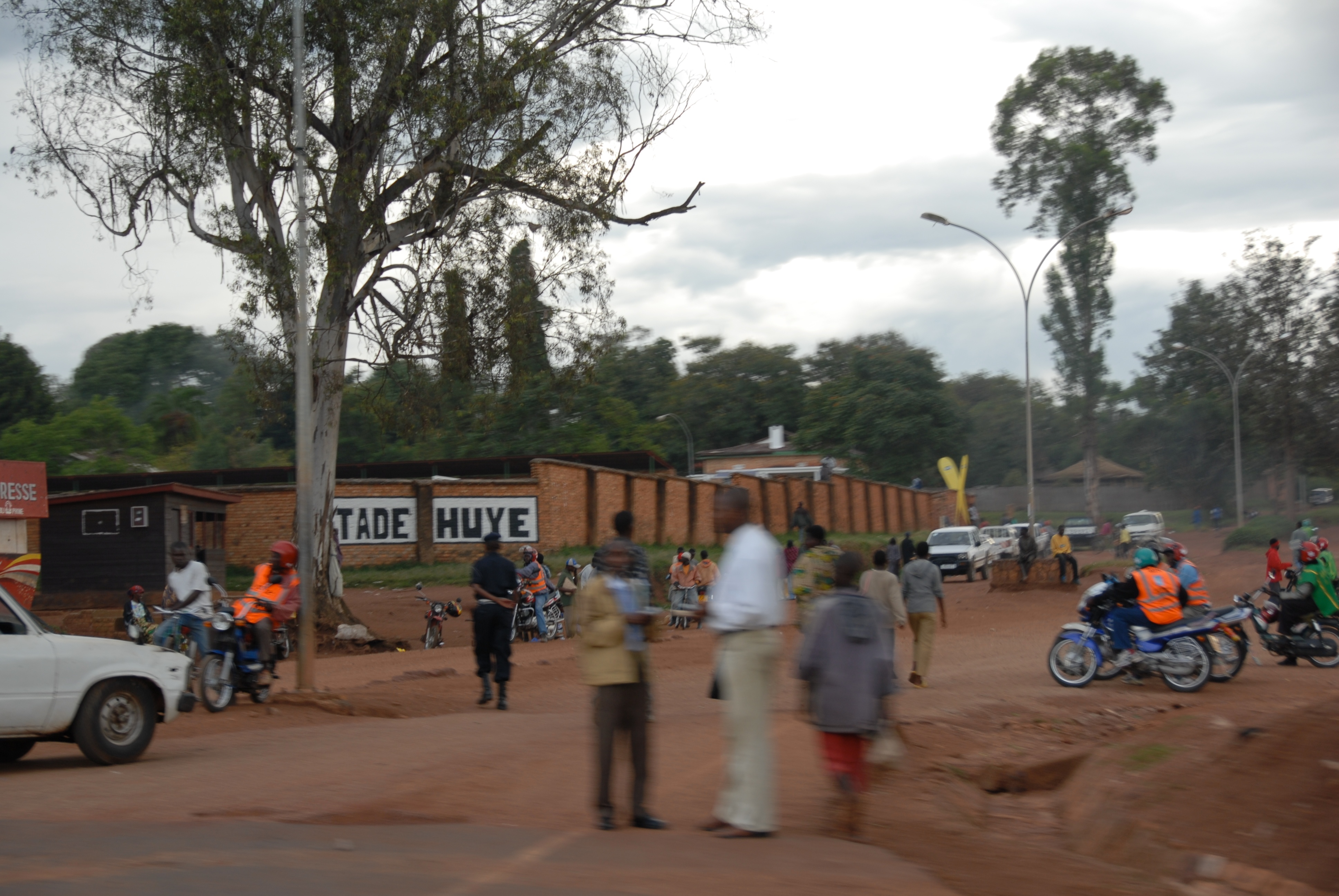
Hillywood
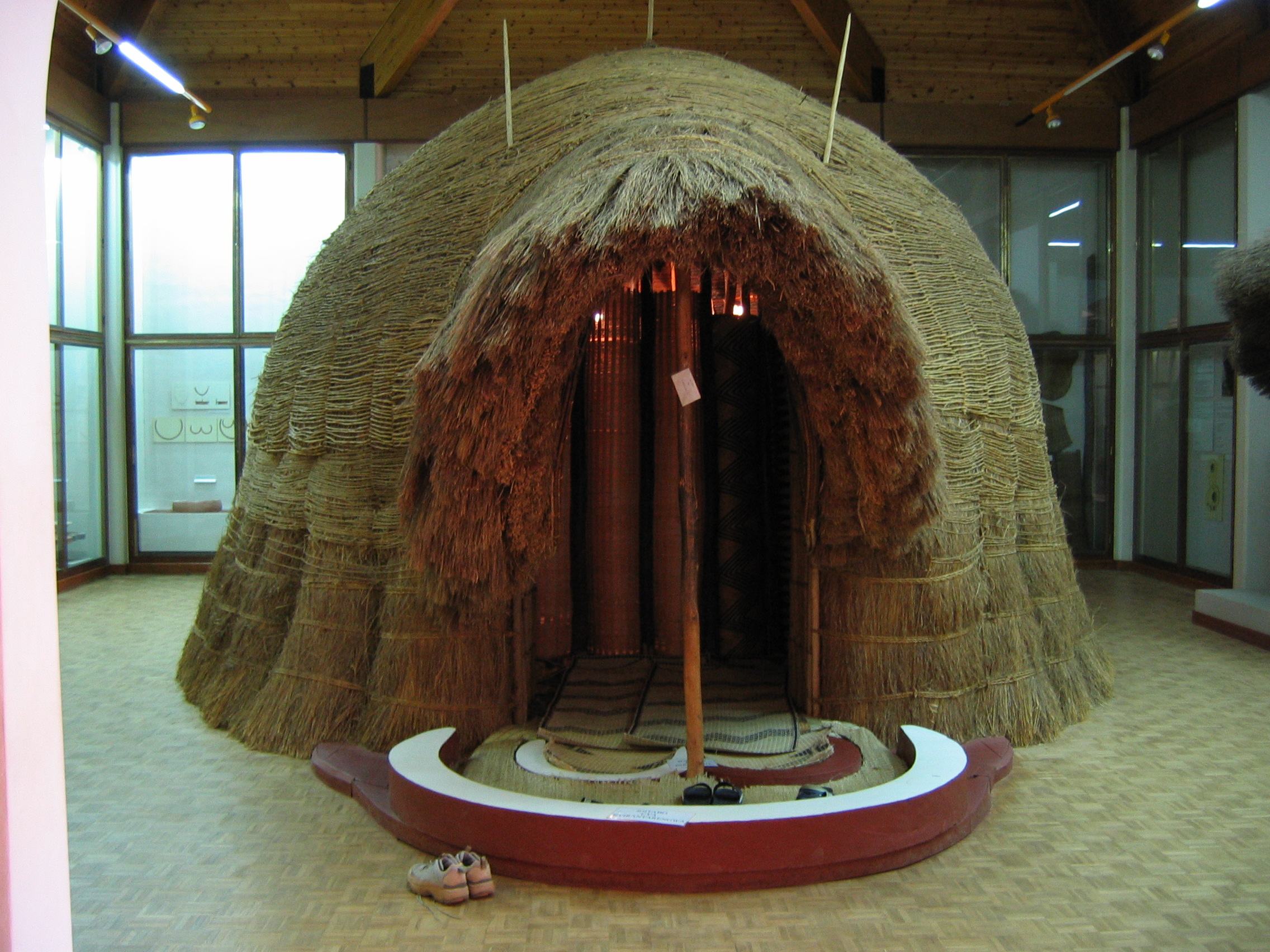
Реконструйоване житло в національному музеї
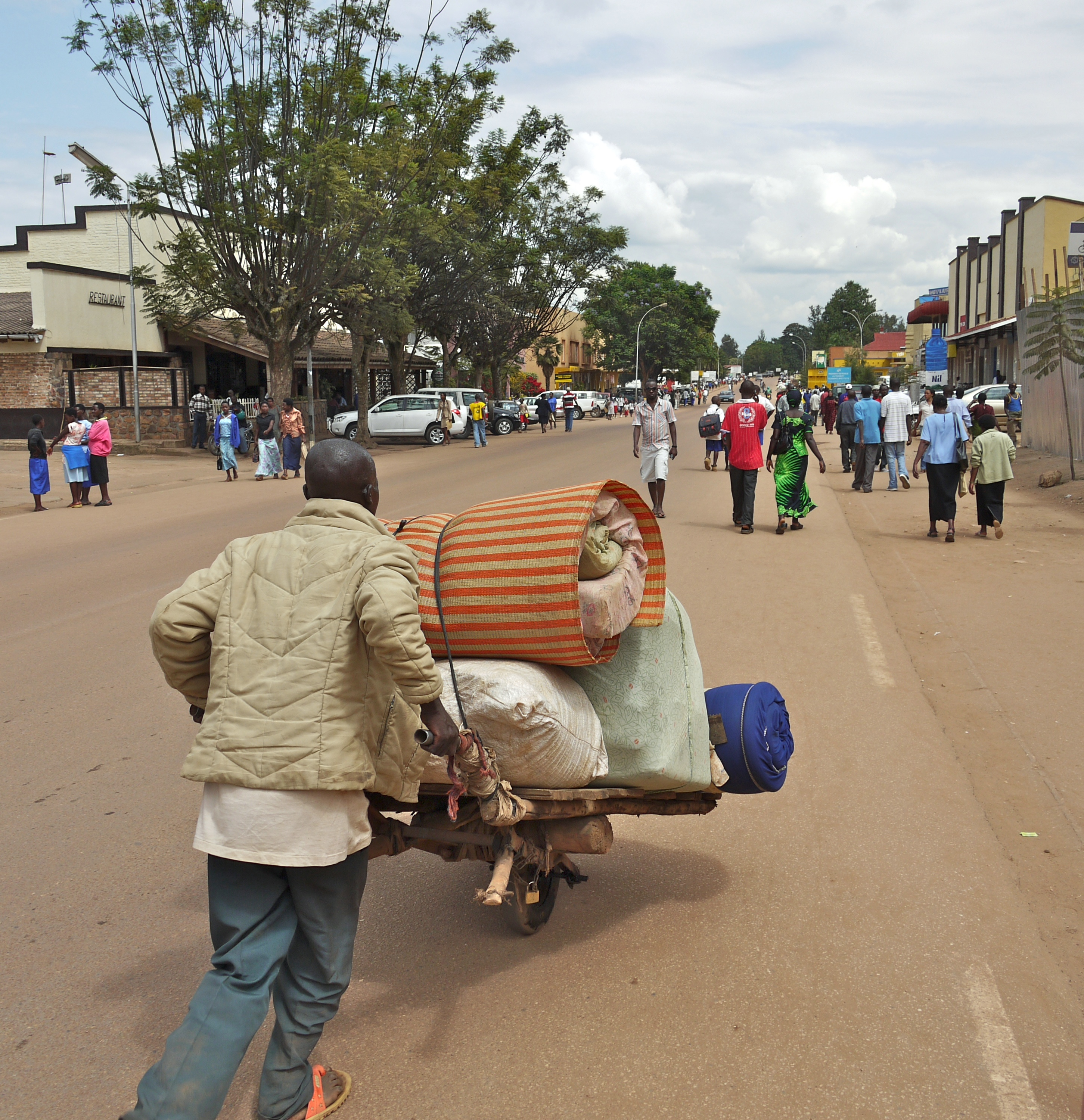
Головна вулиця району Хуйє у 2009 році
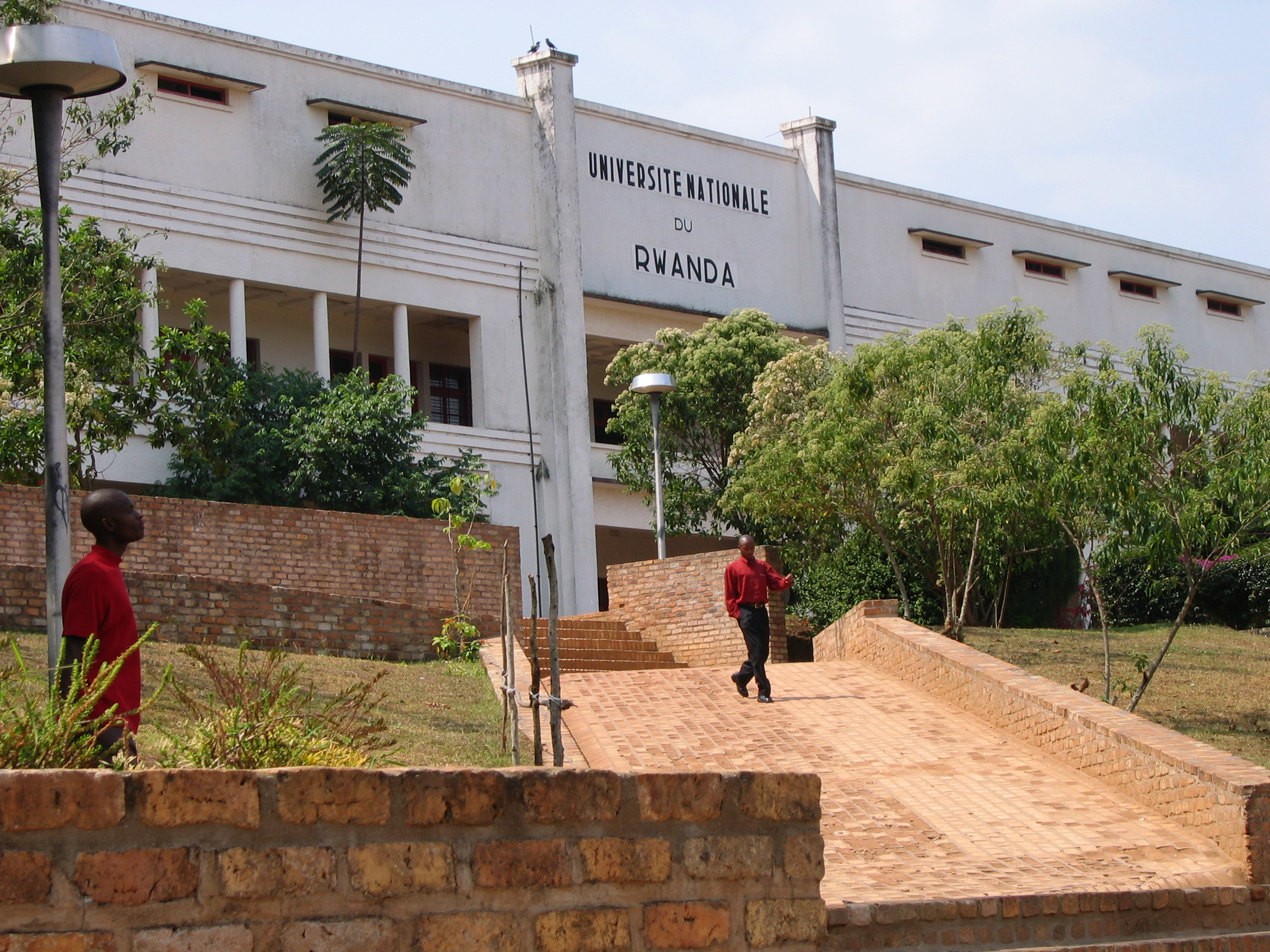
Національний університет Руанди